# Lee Nak-yon
Lee Nak-yon (이낙연?, I Nag-yeonLR; Contea di Yeonggwang, 20 dicembre 1951) è un politico sudcoreano, primo ministro della Corea del Sud dal 2017 al 2020.

## Biografia
Dopo essersi laureato in legge all'Università Nazionale di Seul, lavora come giornalista per il The Dong-a Ilbo. Nel 2000 entra in politica soprattutto per i legami che stringeva con l'ex presidente sudcoreano Kim Dae-jung. Proprio nell'anno in cui entra in politica si fa eleggere all'Assemblea Nazionale, dove ha servito per quattro mandati. Nel 2002 è stato inoltre nominato portavoce dell'allora presidente Roh Moo-hyun. Nel 2014 viene eletto governatore del Jeolla Meridionale, lasciando dunque la carica di deputato nazionale.
Il 10 maggio 2017 venne nominato dal neo-presidente Moon Jae-in a ricoprire la carica di primo ministro. Decide quindi di dimettersi da governatore quello stesso giorno ed entra in carica il 31 maggio successivo.